# マリ料理

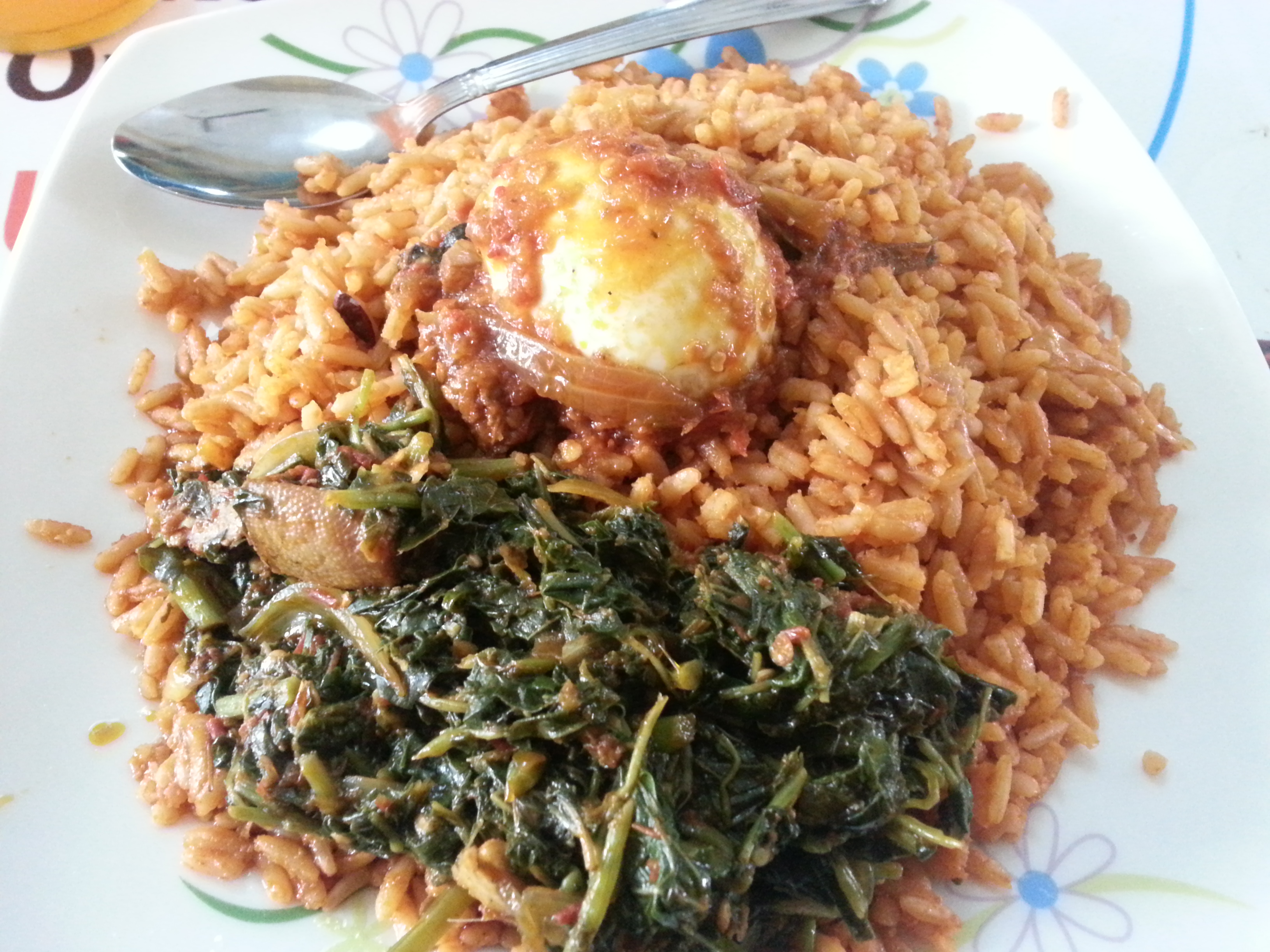
野菜とゆで卵のジョロフライス

マリ料理（マリりょうり）とは、マリ共和国で食されている料理。
米やキビを主食とし、穀物主体の食文化である。
穀物は普通、サツマイモやバオバブなどの食用の葉から作られたソースとトマトピーナッツソースを添えて提供される。焼かれた肉（普通は鶏肉、羊肉、牛肉、または山羊肉）と共に提供されることもある。
マリ料理は地域性が強い。
マリ料理は西アフリカ料理に分類され、フフ、ジョロフライス、ピーナッツバターソースなどが挙げられる。

地図上でのマリの位置
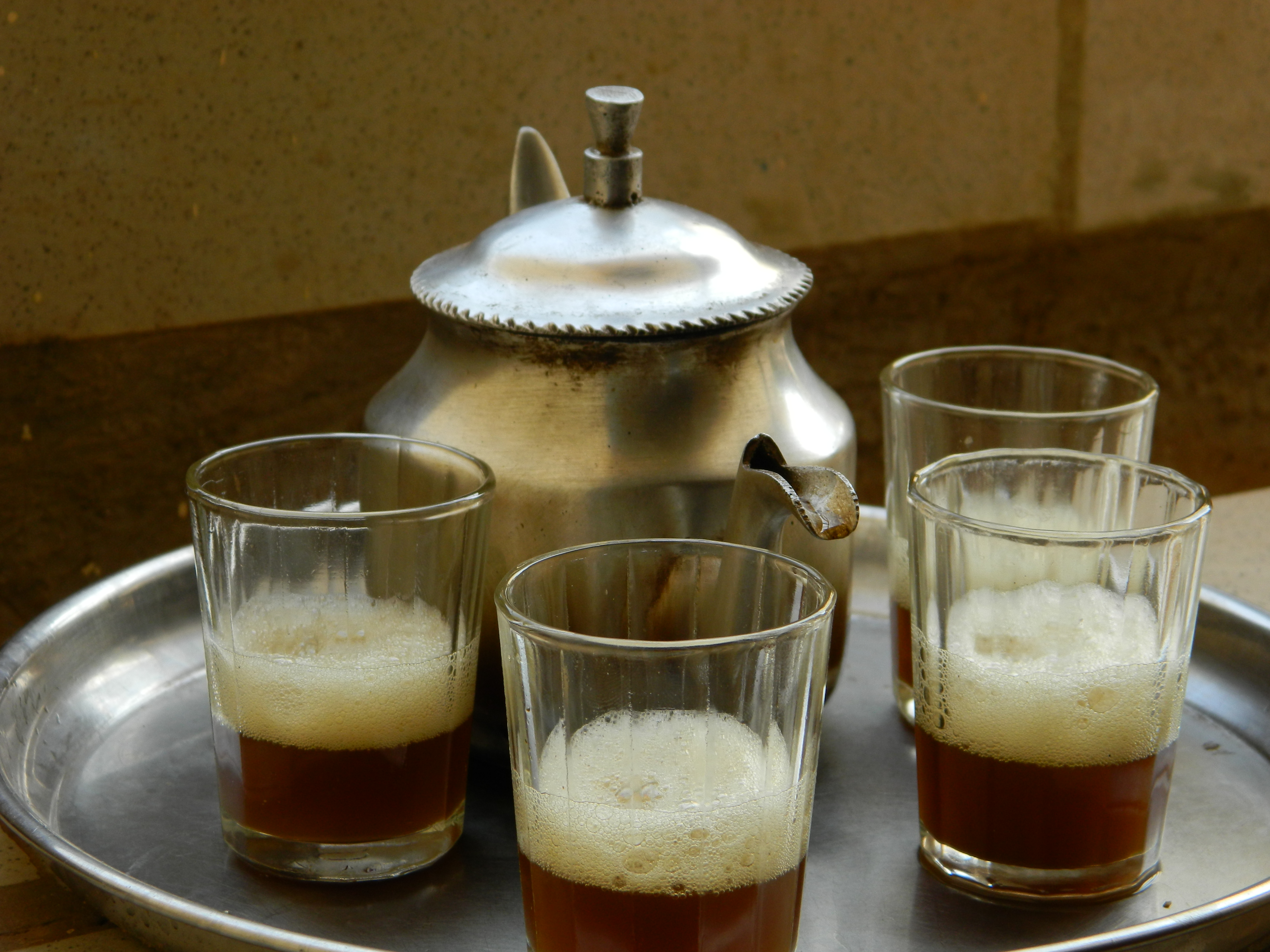
マリ茶
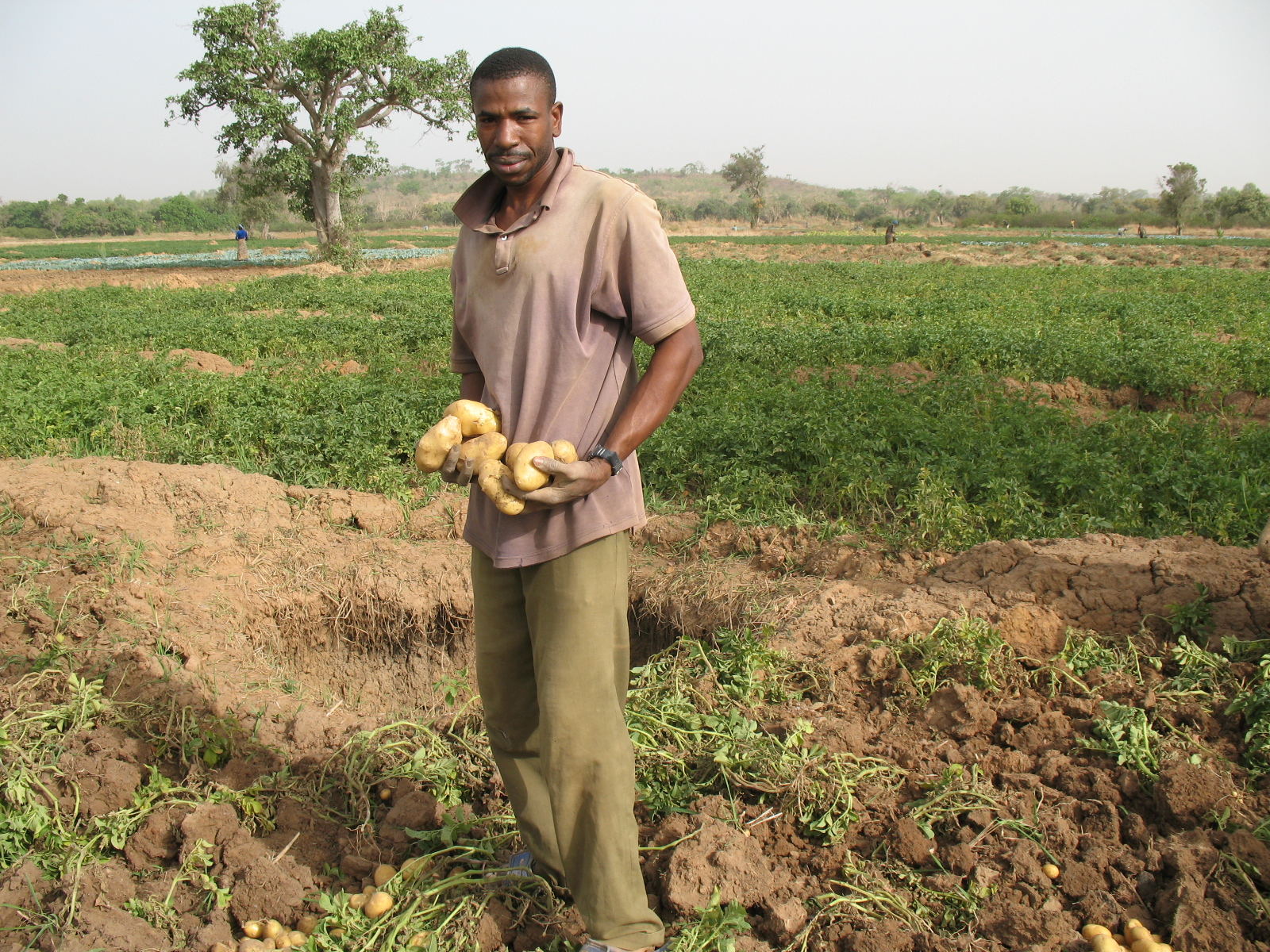
じゃがいもを持つ農夫
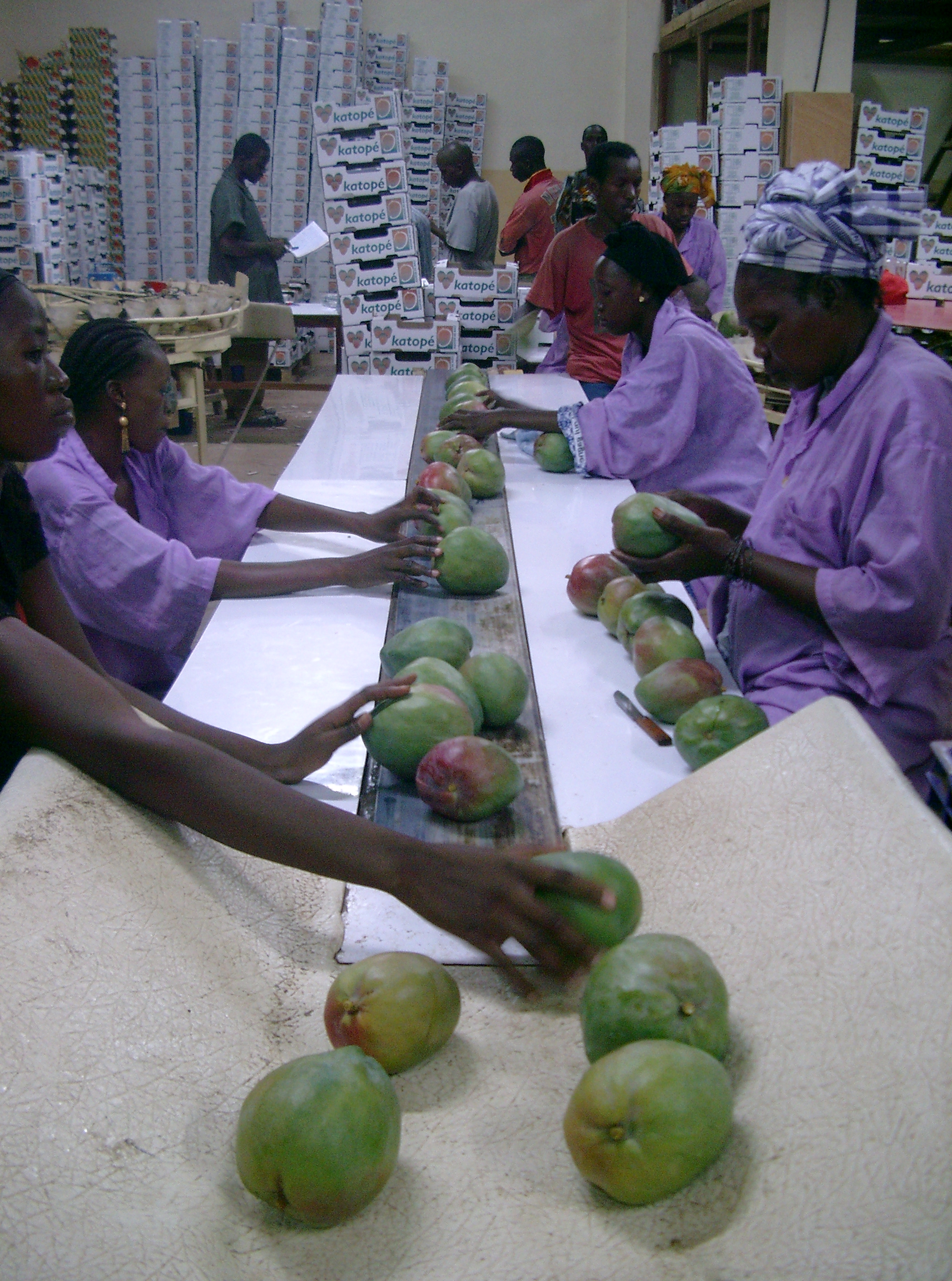
マンゴーの包装